# 칼리포르니아만

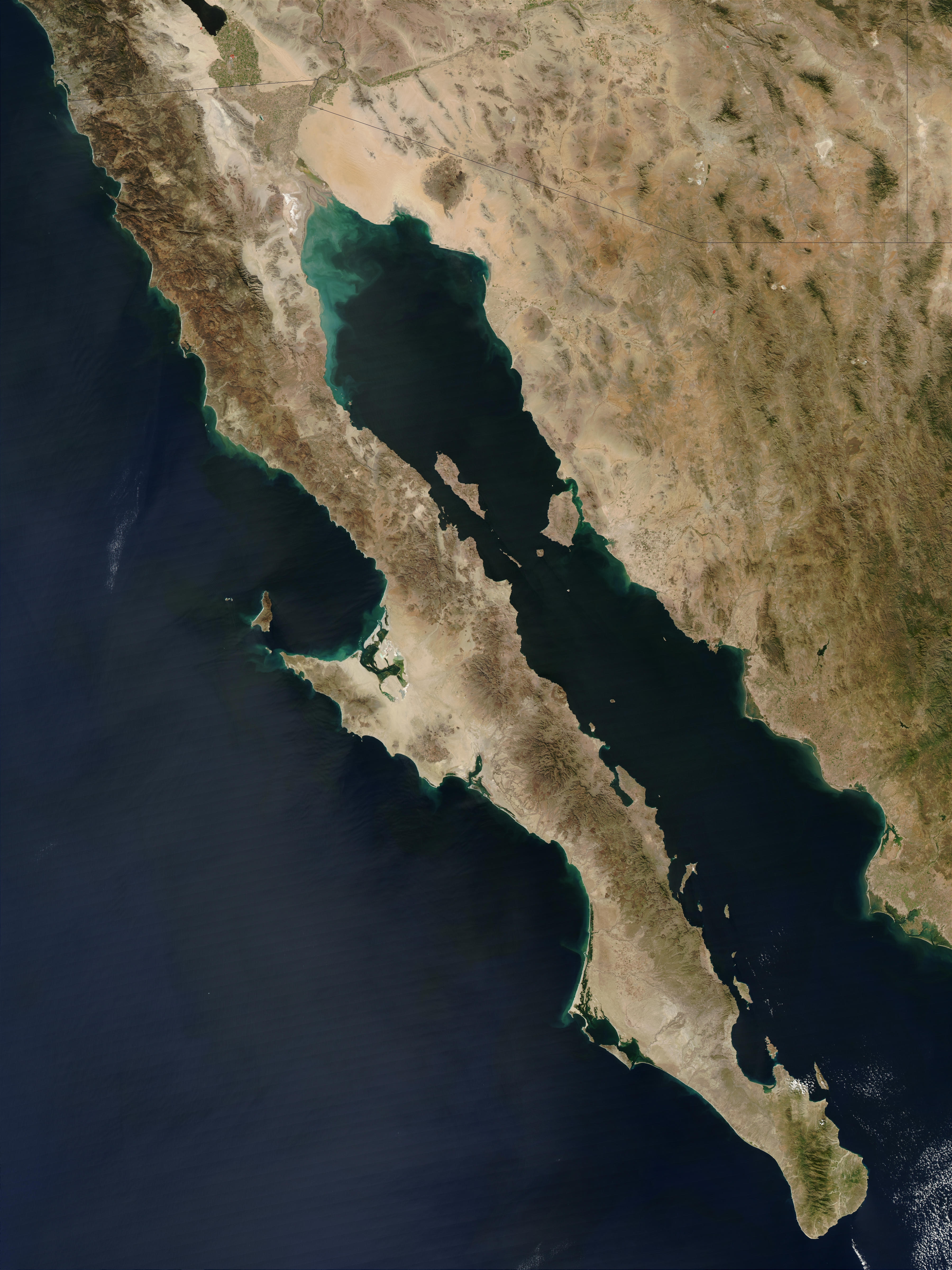
칼리포르니아만

칼리포르니아만(스페인어: Golfo de California), 캘리포니아만(영어: Gulf of California) 또는 코르테스해(Mar de Cortés)는 바하칼리포르니아반도와 멕시코 본토 사이에 놓인 만이다. 면적은 약 160,000km2이며, 태평양의 중앙해령인 동태평양해령의 북단부분이다.